# Джерельний парк
Джерельний парк — парк-пам'ятка садово-паркового мистецтва місцевого значення в Україні. Об'єкт природно-заповідного фонду Одеської області. 
Розташований у місті Одеса, вул. Фонтанська дорога, 165. 
Площа — 8,28 га. Статус отриманий у 2009 році. Перебуває у віданні ДП «Клінічний санаторій ім. Горького». 